# Sampriz
Sampriz is een plaats (freguesia) in de Portugese gemeente Ponte da Barca en telt 407 inwoners (2001).

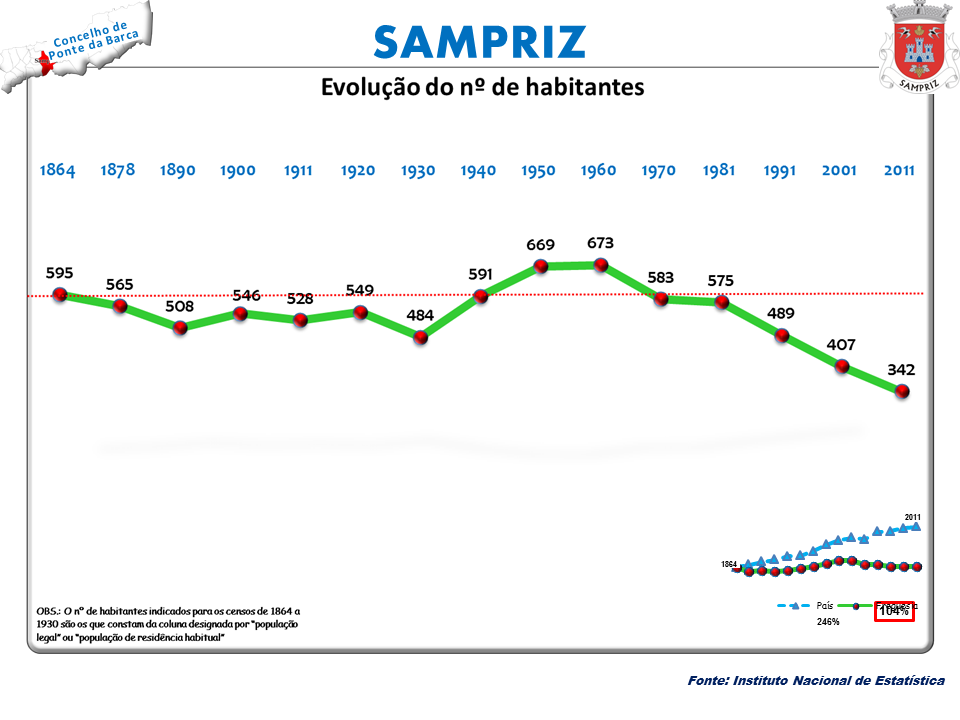
Bevolkingsontwikkeling tussen 1864 en 2011